# Het Coronavirus: Feiten en fabels
Het Coronavirus: Feiten en fabels is een Nederlands televisieprogramma dat uitgezonden wordt door de NOS op NPO 1.
Het programma heeft als thema de coronapandemie en vooral de coronacrisis in Nederland. Tijdens de eerste uitzending maakte toenmalig minister voor Medische Zorg Bruno Bruins de eerste officieel geregistreerde besmetting in Nederland bekend.

## Presentatie
- Rob Trip
- Winfried Baijens
- Saïda Maggé

## Uitzendingen
| Aflevering | Datum            | Kijkers   | Opmerking                  |
| ---------- | ---------------- | --------- | -------------------------- |
| 1          | 27 februari 2020 | 1.827.000 |                            |
| 2          | 13 maart 2020    | 1.722.000 |                            |
| 3          | 28 april 2020    | 1.658.000 |                            |
| 4          | 28 mei 2020      | 1.552.000 |                            |
| 5          | 2 juli 2020      | 1.076.000 |                            |
| 6          | 6 oktober 2020   | 1.551.000 |                            |
| 7          | 14 december 2020 | 1.436.000 |                            |
| 8          | 5 januari 2021   | 1.096.000 | De avond van de vaccinatie |